# Gerponville
Gerponville är en kommun i departementet Seine-Maritime i regionen Normandie i norra Frankrike. Kommunen ligger i kantonen Valmont som tillhör arrondissementet Le Havre. År 2022 hade Gerponville 381 invånare.

## Befolkningsutveckling
Antalet invånare i kommunen Gerponville
| Referens: INSEE |